# Conrad II de Hunebourg
Conrad II de Hunebourg est un ecclésiastique né au XIIe siècle, évêque de Strasbourg de 1190 à sa mort en 1202.

## Biographie
Conrad de Hunebourg naît au XIIe siècle et, au vu de son nom, est probablement apparenté aux comtes de Huneburg, dont l’origine se situe dans la région de Neuwiller. Il est mentionné pour la première fois en 1185, alors qu’il est archidiacre de la cathédrale de Strasbourg. Il est élu évêque de Strasbourg par le grand chapitre au début du mois d’avril 1190 après la mort de Henri de Hasebourg, choix qui est soutenu par le roi Henri VI.
Dans les années suivantes, Conrad de Hunebourg se montre fidèle soutien du roi, qu’il accompagne à Rome peu après son élection. Il l’appuie également en 1192 lors de controverse autour de la succession de l’évêché de Liège, ce qui permet à l’empereur de revendiquer le droit de nommer le candidat de son choix lorsqu’un siège est contesté, ainsi que pendant la diète de Worms et durant les révoltes des nobles. Ce soutien lui permet de se faire offrir des propriétés royales en Alsace, notamment l’abbaye d’Erstein.
Dès l’annonce de la mort de Henri VI en 1196, Conrad de Hunebourg prend l’initiative de saisir les terres des Hohenstaufen en Alsace. Il est alors courtisé par les candidats à la succession impériale : Philippe de Souabe lui offre toutes les possessions des Hohenstaufen dans le diocèse, mais Conrad préfère se rallier à Otton IV, qui a le soutien du pape. Philippe de Souabe attaque par conséquent Strasbourg en juillet 1199 et en brûle les faubourgs, obligeant par la suite l’évêque à faire des concessions à la ville, dont les bourgeois se plaignent de ne pas avoir été correctement protégés.
En dehors des affaires politiques, l’épiscopat de Conrad de Hunebourg est marqué notamment par la poursuite du chantier de reconstruction de l’ancienne cathédrale de Werner lancée par son prédécesseur, Conrad faisant usage de son influence dans son diocèse pour obtenir des dons permettant de financer le chantier.